# Henri Vidon
Henri Vidon (Staffordshire, 9 agosto 1887 – Solihull, 17 giugno 1970) è stato un attore britannico.

## Biografia
Iniziò la carriera cinematografica in Italia nel 1949 e la proseguì fino al 1960, comparendo molto spesso nei crediti come Henry Vidon o Harry Weedon. Dal 1955 iniziò ad apparire anche sul piccolo schermo, fino al 1968. Tra i film in cui apparve, Peppino e Violetta (1950), Gli uomini non guardano il cielo (1952), dove interpretò papa Pio X, e Il drago degli abissi (1959). In televisione lo si ricorda accanto a Roger Moore nei serial Ivanhoe (1958) e Il Santo (1963).
Morì nel 1970.

## Filmografia

### Cinema
- Il grido della terra, regia di Duilio Coletti (1949)
- Peppino e Violetta, regia di Maurice Cloche e Ralph Smart (1951)
- O.K. Nerone, regia di Mario Soldati (1951)
- Ultimo incontro, regia di Gianni Franciolini (1951)
- Senza bandiera, regia di Lionello De Felice (1951)
- Gli uomini non guardano il cielo, regia di Umberto Scarpelli (1952)
- Dramma nella Kasbah, regia di Ray Enright e Edoardo Anton (1953)
- Gioventù alla sbarra, regia di Ferruccio Cerio (1953)
- Attila, regia di Pietro Francisci (1954)
- Tradita, regia di Mario Bonnard (1954)
- La figlia di Mata Hari, regia di Renzo Merusi e Carmine Gallone (1954)
- La grande speranza, regia di Duilio Coletti (1955)
- Siamo uomini o caporali, regia di Camillo Mastrocinque (1955)
- Gli ultimi cinque minuti, regia di Giuseppe Amato (1955)
- La ragazza di Via Veneto, regia di Marino Girolami (1955)
- Ripudiata, regia di Giorgio Walter Chili (1955)
- Anastasia, regia di Anatole Litvak (1956)
- Guerra e pace (War and Peace), regia di King Vidor (1956)
- Stranger in Town, regia di George Pollock (1957)
- The Key Man, regia di Montgomery Tully (1957)
- Operazione notte, regia di Giuseppe Bennati (1957)
- Delitto in tuta nera (The Snorkel), regia di Guy Green (1958)
- La battaglia del V-1 (The Battle of the V.1), regia di Vernon Sewell (1958)
- Il sangue del vampiro (Blood of the Vampire), regia di Henry Cass (1958)
- Obiettivo Butterfly (The Safecracker), regia di Ray Milland (1958)
- Il drago degli abissi (Behemoth the Sea Monster), regia di Douglas Hickox e Eugène Lourié (1959)
- La battaglia di Austerlitz (Austerlitz), regia di Abel Gance (1960)
- Una ragazza per l'estate (Une fille pour l'été), regia di Édouard Molinaro (1960)
- Ali and the Camel, regia di Henry Geddes (1960)
- Dimensione della paura (Return from the Ashes), regia di J. Lee Thompson (1965)
- Arrivederci, Baby! (Drop Dead Darling), regia di Ken Hughes (1966)
- Valdez il mezzosangue, regia di John Sturges, Duilio Coletti (1973)

### Televisione
- Conrad Nagel Theater – serie TV, un episodio (1955)
- Le avventure di Charlie Chan (The New Adventures of Charlie Chan) – serie TV, un episodio (1957)
- Assignment Foreign Legion – serie TV, episodio 1x23 (1957)
- Robin Hood (The Adventures of Robin Hood) – serie TV, episodio 3x32 (1958)
- Ivanhoe – serie TV, 3 episodi (1958)
- Mary Britten, M.D. – serie TV, 4 episodi (1958)
- Emergency-Ward 10 – serie TV, un episodio (1960)
- Gioco pericoloso (Danger Man) – serie TV, un episodio (1961)
- The Pursuers – serie TV, un episodio (1961)
- Sir Francis Drake – serie TV, un episodio (1961)
- The Human Jungle – serie TV, un episodio (1963)
- Il Santo (The Saint) – serie TV, episodio 2x15 (1963)
- Theatre 625 – serie TV, un episodio (1968)